# Ludwig Otto Toussaint
Ludwig Otto Toussaint, auch Louis Otto Toussaint (* 17. September 1766 in Hanau; † 25. Juli 1825 ebenda) war deutscher Fabrikant und Politiker.
Toussaint war der Sohn des Goldarbeiters in Hanau Pierre Etienne Toussaint und dessen Ehefrau Susanne Marie geborene Pauly. Er war evangelisch-reformiert (französisch-reformiert) und heiratete Henriette Marie Engel aus Berlin. Der gemeinsame Sohn Friedrich Otto Touissant (1802–1878) war 1842–1844 Mitglied der Kurhessischen Ständeversammlung.
Ludwig Otto Toussaint war Bijouterie-Fabrikant und -Händler in der Hanauer Neustadt. Er war Königlich Preußischer Kriegs- und Domänenrat und 1810 Oberst der Hanauer Bürgergarde. Von 1810 bis 1813 war er Abgeordneter in der Ständeversammlung des Großherzogtums Frankfurt. Er wurde für das Departement Hanau gewählt. im Februar 1813 auf Befehl Napoleons als Geisel für das Wohlverhalten des Großherzogtums Frankfurt nach Paris gebracht.